# Compagnie générale du gaz pour la France et l'étranger
La Compagnie générale du gaz pour la France et l'étranger (CGGFE) était une entreprise énergétique française, créée en 1879.
Elle fut créée par l'ingénieur Albert Ellissen, aidé par les financiers Abraham de Camondo et Louis Stern.

## Sources
- Serge Paquier, Jean-Pierre Williot, "L'industrie du gaz en Europe aux XIXe et XXe siècles: l'innovation entre marchés privés et collectivités publiques", Peter Lang, 2005
- patronsdefrance

1. ↑  Pressearchiv 20. Jahrhundert (organisation), [lire en ligne], consulté le 20 juillet 2021.
2. ↑  Pressearchiv 20. Jahrhundert (organisation), [lire en ligne], consulté le 27 juillet 2021.